# Osservatorio astrofisico di Abastumani
L'Osservatorio astrofisico di Abastumani, denominato ufficialmente Osservatorio Astrofisico Nazionale Georgiano, è un osservatorio astronomico della Georgia.  Si trova sul monte Kanobili ad un'altitudine di circa 1650 m sul livello del mare, vicino alla località di Abastumani nella municipalità di Adigeni. L'osservatorio si trova a circa 250 km da Tbilisi, la capitale della Georgia. La sua distanza da fonti di inquinamento atmosferico e di inquinamento luminoso, insieme alle eccellenti condizioni naturali del luogo (un paesaggio collinare ricoperto di foreste di conifere), rendono questa posizione una delle migliori per gli osservatori alla stessa fascia di altitudine. Il tempo è stabile, senza cambiamenti rigidi e improvvisi.

## Storia
L'osservatorio è stato fondato nel 1932; nello stesso anno è iniziata la costruzione e l'astronomo Evgeni Kharadze è stato nominato primo direttore della struttura. Nel 1934 è stato installato il primo strumento, un telescopio rifrattore Zeiss da 40 cm. Nei primi anni l'osservatorio è stato sottoposto all'università di Tbilisi, poi è passato sotto il controllo della sezione georgiana dell'Accademia delle scienze dell'URSS e poi dell'Accademia delle Scienze della Repubblica Socialista Sovietica Georgiana. Nel 1956 è stato installato un telescopio a menisco da 70 cm. Negli anni sessanta e settanta sono stati installati ulteriori strumenti. Kharadze ha diretto l'osservatorio per 60 anni; dopo il suo pensionamento, avvenuto nel 1992, è stato nominato direttore onorario. Dopo la dissoluzione dell'Unione Sovietica, l'osservatorio ha attraversato un periodo di difficoltà, terminato nel 2004. Nel 2008 l'osservatorio è stato accorpato all'Ilia State University di Tbilisi. Nel 2020 l’osservatorio è stato separato dall'Ilia University ed è diventato un'entità legale autonoma.

## Strumentazione e attività
La strumentazione scientifica comprende un telescopio rifrattore da 40 cm, un telescopio a menisco da 70 cm, un telescopio riflettore con apertura di 125 cm, un doppio astrografo da 40 cm, due telescopi solari, due coronografi e un fotometro. 
L'osservatorio svolge ricerche di ampio profilo che abbracciano diversi campi dell'astronomia e dell'astrofisica e indagini sugli strati superiori dell'atmosfera terrestre. Principalmente vengono studiati: la struttura dell'atmosfera superiore della Terra, il Sole e il sistema solare, le stelle variabili e le stelle binarie, gli ammassi stellari, la struttura e l'evoluzione delle galassie. L'Osservatorio pubblica un bollettino dal 1937.